# Мегурень (Вилча)
Мегурень, Мегурені (рум. Măgureni) — село у повіті Вилча в Румунії. Входить до складу комуни Гушоєнь.
Село розташоване на відстані 156 км на захід від Бухареста, 48 км на південь від Римніку-Вилчі, 49 км на північний схід від Крайови.

## Населення
За даними перепису населення 2002 року у селі проживала 221 особа, усі — румуни. Усі жителі села рідною мовою назвали румунську.